# Liste der Kulturdenkmale in Möckern (Sachsen-Anhalt)
In der Liste der Kulturdenkmale in Möckern sind alle Kulturdenkmale der Stadt Möckern (Landkreis Jerichower Land) und ihrer Ortsteile aufgelistet. Grundlage ist das Denkmalverzeichnis des Landes Sachsen-Anhalt, das auf Basis des Denkmalschutzgesetzes vom 21. Oktober 1991 erstellt und seither laufend ergänzt wurde (Stand: 31. Dezember 2024).

## Kulturdenkmale nach Ortsteilen

### Möckern
| Lage                                                        | Bezeichnung                      | Beschreibung                                                         | Erfassungs- nummer | Ausweisungsart               | Bild                    |
| ----------------------------------------------------------- | -------------------------------- | -------------------------------------------------------------------- | ------------------ | ---------------------------- | ----------------------- |
| nordwestlich der Ortslage (Karte)                           | Mühle                            |                                                                      | 094 71068          | Baudenkmal                   | Mühle                   |
| Am Münzberg, Am Park, Grätzer Straße, Kirchstraße (Karte)   | Stadtbefestigung Möckern         | Reste der Stadtbefestigung aus dem 11./12. Jahrhundert               | 094 71083          | Baudenkmal                   | Weitere Bilder          |
| Am Park 3 (Karte)                                           | Schloss Möckern                  | Schloss                                                              | 094 71080          | Baudenkmal                   | Weitere Bilder          |
| Am Park 3, Park (Karte)                                     | Teehaus                          | Teehaus                                                              | 094 71080 001      | Teilobjekt eines Baudenkmals | Teehaus                 |
| Am Park 1a, 1b, 1c, 1d, 2a, 2b, Lochower Weg 2 (Karte)      | Gutshof                          | Gutshof                                                              | 094 71079          | Baudenkmal                   | Gutshof                 |
| Am Stern in der Nähe von Lüttgenziatz (Karte)               | Distanzstein                     | Stern                                                                | 094 71291          | Kleindenkmal                 | Weitere Bilder          |
| Bahnhofstraße 2 (Karte)                                     | Wohnhaus                         |                                                                      | 094 71069          | Baudenkmal                   | Wohnhaus                |
| Grätzer Straße 1 (Karte)                                    | Wohnhaus                         |                                                                      | 094 71074          | Baudenkmal                   | Wohnhaus                |
| Grätzer Straße 4 (Karte)                                    | Wohnhaus                         |                                                                      | 094 71072          | Baudenkmal                   | Wohnhaus                |
| Grätzer Straße 22 (Karte)                                   | Wohnhaus                         |                                                                      | 094 71081          | Baudenkmal                   | Wohnhaus                |
| Grätzer Straße 43 (Karte)                                   | Wohn- und Geschäftshaus          |                                                                      | 094 71075          | Baudenkmal                   | Wohn- und Geschäftshaus |
| Kirchstraße (Karte)                                         | Kirche St. Laurentius            | Kirche                                                               | 094 05706          | Baudenkmal                   | Weitere Bilder          |
| Kirchstraße (Karte)                                         | Altar                            | Altar                                                                | 094 05706 001      | Teilobjekt eines Baudenkmals | BW                      |
| Kirchstraße Kirchhof (Karte)                                | Kriegerdenkmal Möckern           | Kriegerdenkmal für die Gefallenen des Ersten und Zweiten Weltkrieges | 094 71084          | Baudenkmal                   | Kriegerdenkmal Möckern  |
| Kirchstraße 17 (Karte)                                      | Stadtrichterhaus                 | Bauernhof                                                            | 094 05708          | Baudenkmal                   | Stadtrichterhaus        |
| Kirchstraße 22, südlich der Kirche (Karte)                  | Altes Pfarrhaus                  | in Fachwerkbauweise errichtetes Pfarrhaus aus der Zeit um 1660/80    | 094 71082          | Baudenkmal                   | Altes Pfarrhaus         |
| Kirchstraße 23 (Karte)                                      | Pfarrhaus                        |                                                                      | 094 05707          | Baudenkmal                   | Pfarrhaus               |
| Magdeburger Straße 35a, 35b, 35c (Karte)                    | Hospital St.Nicolai und Valentin |                                                                      | 094 71070          | Baudenkmal                   | Weitere Bilder          |
| Magdeburger Straße, Yorkstraße südlich von Hospital (Karte) | Kriegerdenkmal                   |                                                                      | 094 71071          | Baudenkmal                   | Kriegerdenkmal          |
| Markt 6 (Karte)                                             | Hofmeisterhaus                   | Wohnhaus in Fachwerkbauweise aus dem 16. Jahrhundert                 | 094 71078          | Baudenkmal                   | Hofmeisterhaus          |
| Markt 10 (Karte)                                            | Rathaus                          |                                                                      | 094 71076          | Baudenkmal                   | Weitere Bilder          |
| (Karte)                                                     | Gebberskreuz                     | Gedenkkreuz aus Granit für 1850 ermordeten Jäger Gebbers             | 094 71292          | Baudenkmal                   | Gebberskreuz            |

### Altengrabow
| Lage                  | Bezeichnung         | Beschreibung | Erfassungs- nummer | Ausweisungsart | Bild                |
| --------------------- | ------------------- | ------------ | ------------------ | -------------- | ------------------- |
| Bergstraße (Karte)    | Bahnhof Altengrabow | Bahnhof      | 107 05003          | Baudenkmal     | Bahnhof Altengrabow |
| Bergstraße 16 (Karte) | Gasthof             | Gasthof      | 094 71341          | Baudenkmal     | Gasthof             |

### Bomsdorf
| Lage                   | Bezeichnung        | Beschreibung | Erfassungs- nummer | Ausweisungsart | Bild               |
| ---------------------- | ------------------ | ------------ | ------------------ | -------------- | ------------------ |
| Dorfstraße 6/7 (Karte) | Rittergut Bomsdorf |              | 094 41472          | Baudenkmal     | Weitere Bilder     |
| Dorfstraße 11 (Karte)  | Rittergut Bomsdorf |              | 094 41472          | Baudenkmal     | Rittergut Bomsdorf |
| Dorfstraße 12 (Karte)  | Rittergut Bomsdorf |              | 094 41472          | Baudenkmal     | Rittergut Bomsdorf |

### Brandenstein
| Lage    | Bezeichnung            | Beschreibung | Erfassungs- nummer | Ausweisungsart | Bild           |
| ------- | ---------------------- | ------------ | ------------------ | -------------- | -------------- |
| (Karte) | Kapelle                |              | 094 76145          | Baudenkmal     | Weitere Bilder |
| (Karte) | Rittergut Brandenstein |              | 094 76224          | Baudenkmal     | Weitere Bilder |
| (Karte) | Kirche                 | Gutskirche   | 094 71358          | Baudenkmal     | Weitere Bilder |

### Brietzke
| Lage                                                 | Bezeichnung | Beschreibung | Erfassungs- nummer | Ausweisungsart | Bild           |
| ---------------------------------------------------- | ----------- | ------------ | ------------------ | -------------- | -------------- |
| östlich des Gutshauses am südlichen Ortsrand (Karte) | Kirche      |              | 094 41021          | Baudenkmal     | Weitere Bilder |

### Büden
| Lage                | Bezeichnung | Beschreibung                   | Erfassungs- nummer | Ausweisungsart | Bild   |
| ------------------- | ----------- | ------------------------------ | ------------------ | -------------- | ------ |
| Dorfstraße (Karte)  | Kirche      | ehemalige Kirche St. Mauritius | 094 76158          | Baudenkmal     | Kirche |
| Mühlenweg 3 (Karte) | Mühle       |                                | 094 71260          | Baudenkmal     | Mühle  |

### Dalchau
| Lage                   | Bezeichnung     | Beschreibung | Erfassungs- nummer | Ausweisungsart | Bild            |
| ---------------------- | --------------- | ------------ | ------------------ | -------------- | --------------- |
| Hauptstraße (Karte)    | Kirche St. Anna |              | 107 05047          | Baudenkmal     | Kirche St. Anna |
| Hauptstraße 13 (Karte) | Baugruppe       | Kirchhof     | 094 41488          | Denkmalbereich | Baugruppe       |
| Hauptstraße 15 (Karte) | Bauernhof       |              | 094 41468          | Baudenkmal     | Bauernhof       |
| Hauptstraße 69 (Karte) | Bauernhof       |              | 107 05046          | Baudenkmal     | Bauernhof       |
| Hauptstraße 70 (Karte) | Bauernhof       |              | 094 41467          | Baudenkmal     | Bauernhof       |

### Dörnitz
| Lage                   | Bezeichnung        | Beschreibung | Erfassungs- nummer | Ausweisungsart | Bild               |
| ---------------------- | ------------------ | ------------ | ------------------ | -------------- | ------------------ |
| Am Kirchberg 4 (Karte) | Dorfkirche Dörnitz |              | 094 13738          | Baudenkmal     | Dorfkirche Dörnitz |

### Drewitz
| Lage                                        | Bezeichnung            | Beschreibung                                            | Erfassungs- nummer | Ausweisungsart | Bild             |
| ------------------------------------------- | ---------------------- | ------------------------------------------------------- | ------------------ | -------------- | ---------------- |
| Hauptstraße (Karte)                         | Dorfkirche Drewitz     |                                                         | 094 76150          | Baudenkmal     | Weitere Bilder   |
| Hauptstraße Standort bei der Kirche (Karte) | Kriegerdenkmal Drewitz | Kriegerdenkmal für die Gefallenen des Ersten Weltkriegs | 094 71369          | Baudenkmal     | Weitere Bilder   |
| Hauptstraße hinter der Kirche (Karte)       | Pfarrhof Drewitz       |                                                         | 094 71342          | Baudenkmal     | Pfarrhof Drewitz |
| Lindenstraße 7 (?) (Karte)                  | Wohnhaus               |                                                         | 094 71343          | Baudenkmal     | Wohnhaus         |
| Schads Mühle (Karte)                        | Schads Mühle           |                                                         | 094 05640          | Baudenkmal     | Weitere Bilder   |

### Friedensau
| Lage                                                          | Bezeichnung      | Beschreibung | Erfassungs- nummer | Ausweisungsart | Bild           |
| ------------------------------------------------------------- | ---------------- | --- | ------------------ | -------------- | -------------- |
| An der Ihle 5 (Karte)                                         | Institutsgebäude | Die Alte Schule wurde von 1902 bis 1904 erbaut. | 094 76168          | Baudenkmal     | Weitere Bilder |
| An der Ihle 1, 2, 3, 4, 5, 6, 7, 7a, 8, 9, 10, 11, 12 (Karte) | Institutsgebäude | Die Institutsgebäude befinden sich auf einer Fläche im Ort Friedensau, hauptsächlich nördlich der Ihle und südlich des Weges, welcher parallel des zum Friedhof führenden Hauptverkehrsweges verläuft. | 094 76134          | Denkmalbereich | Weitere Bilder |

### Göbel
| Lage                                   | Bezeichnung      | Beschreibung                    | Erfassungs- nummer | Ausweisungsart | Bild            |
| -------------------------------------- | ---------------- | ------------------------------- | ------------------ | -------------- | --------------- |
| August-Bebel-Straße (Karte)            | Dorfkirche Göbel | 1730 errichtete Feldsteinkirche | 094 41372          | Baudenkmal     | Weitere Bilder  |
| August-Bebel-Straße 18, 20, 22 (Karte) | Rittergut Göbel  |                                 | 094 41374          | Baudenkmal     | Rittergut Göbel |

### Grabow
| Lage                                                        | Bezeichnung           | Beschreibung        | Erfassungs- nummer | Ausweisungsart | Bild           |
| ----------------------------------------------------------- | --------------------- | ------------------- | ------------------ | -------------- | -------------- |
| (Karte)                                                     | Forsthaus Kähnert     | Forsthaus Kähnert 1 | 094 76135          | Baudenkmal     | Weitere Bilder |
| Dorfstraße am östlichen Rand der Ortslage (Karte)           | Kapelle               |                     | 094 71361          | Baudenkmal     | Weitere Bilder |
| Gutshof 1a,1b (Karte)                                       | Wohnhaus              |                     | 094 71288          | Baudenkmal     | Weitere Bilder |
| Kirchplatz (Karte)                                          | Dorfkirche Grabow     |                     | 094 05693          | Baudenkmal     | Weitere Bilder |
| Kirchplatz auf dem Kirchhof nordwestlich der Kirche (Karte) | Kriegerdenkmal Grabow |                     | 094 86751          | Baudenkmal     | Weitere Bilder |
| Kirchplatz 9 (Karte)                                        | Pfarrhaus             |                     | 094 71286          | Baudenkmal     | Weitere Bilder |
| Schulstraße 3a (Karte)                                      | Wirtschaftsgebäude    | Wirtschaftsgebäude  | 094 76369          | Baudenkmal     | Weitere Bilder |
| Schulstraße 5 (Karte)                                       | Schloss Grabow        | Wasserburg Grabow   | 094 05692          | Baudenkmal     | Weitere Bilder |

### Hobeck
| Lage                                                                             | Bezeichnung        | Beschreibung | Erfassungs- nummer | Ausweisungsart | Bild             |
| -------------------------------------------------------------------------------- | ------------------ | --- | ------------------ | -------------- | ---------------- |
| Friedensstraße Karl-Marx-Straße 16, 18, 20, 22 (Karte)                           | Rittergut Hobeck   | | 094 41521          | Baudenkmal     | Rittergut Hobeck |
| Karl-Marx-Straße südlich der Straße, westlich des ehemaligen Rittergutes (Karte) | Sankt-Judae-Kirche | Kirche 1687 bis 1691 unter Verwendung von Resten eines mittelalterlichen Vorgängerbaus auf rechteckigem Grundriss errichtet | 094 41464          | Baudenkmal     | Weitere Bilder   |

### Hohenziatz
| Lage                                 | Bezeichnung               | Beschreibung | Erfassungs- nummer | Ausweisungsart | Bild                      |
| ------------------------------------ | ------------------------- | ------------ | ------------------ | -------------- | ------------------------- |
| Straße des Friedens 9 (Karte)        | Sankt-Stephanus-Kirche    | Kirche       | 094 05697          | Baudenkmal     | Weitere Bilder            |
| auf dem Kirchhof (Karte)             | Kriegerdenkmal Hohenziatz |              | 094 71293          | Baudenkmal     | Kriegerdenkmal Hohenziatz |
| Kreisstraße Richtung Möckern (Karte) | Meilenstein               |              | 094 71294          | Kleindenkmal   | Weitere Bilder            |

### Lüttgenziatz
| Lage               | Bezeichnung             | Beschreibung                                                                                  | Erfassungs- nummer | Ausweisungsart | Bild           |
| ------------------ | ----------------------- | --------------------------------------------------------------------------------------------- | ------------------ | -------------- | -------------- |
| Dorfstraße (Karte) | Dorfkirche Lüttgenziatz | Feldsteinkirche aus dem 12. Jahrhundert, nach Zerstörungen um 1660 verändert wieder aufgebaut | 094 76136          | Baudenkmal     | Weitere Bilder |

### Isterbies
| Lage                    | Bezeichnung               | Beschreibung | Erfassungs- nummer | Ausweisungsart | Bild                 |
| ----------------------- | ------------------------- | --- | ------------------ | -------------- | -------------------- |
| Lindenstraße 12 (Karte) | Herrenhaus Isterbies      | Herrenhaus barockes zweigeschossiges Herrenhaus des Gutes Isterbies aus dem 18. Jahrhundert                            | 094 40967          | Baudenkmal     | Herrenhaus Isterbies |
| Ringstraße (Karte)      | Patronatskirche Isterbies | Kirche spätromanische Feldsteinkirche, im Barock umgestaltet, Dachreiter über dem Westgiebel, westlich angebaute Gruft | 107 05044          | Baudenkmal     | Weitere Bilder       |

### Kähnert
| Lage    | Bezeichnung        | Beschreibung | Erfassungs- nummer | Ausweisungsart | Bild           |
| ------- | ------------------ | ------------ | ------------------ | -------------- | -------------- |
| (Karte) | Herrenhaus Kähnert |              | 094 71301          | Baudenkmal     | Weitere Bilder |

### Kalitz
| Lage               | Bezeichnung | Beschreibung | Erfassungs- nummer | Ausweisungsart | Bild   |
| ------------------ | ----------- | ------------ | ------------------ | -------------- | ------ |
| Dorfstraße (Karte) | Kirche      |              | 094 41373          | Baudenkmal     | Kirche |

### Klein Lübars
| Lage                                        | Bezeichnung | Beschreibung | Erfassungs- nummer | Ausweisungsart | Bild           |
| ------------------------------------------- | ----------- | ------------ | ------------------ | -------------- | -------------- |
| Kleinlübarser Straße (Karte)                | Kirche      |              | 094 05704          | Baudenkmal     | Weitere Bilder |
| Kleinlübarser Straße 6, 7, 8, 9, 10 (Karte) | Gutshof     |              | 094 76348          | Baudenkmal     | Weitere Bilder |

### Klepps
| Lage                           | Bezeichnung       | Beschreibung | Erfassungs- nummer | Ausweisungsart | Bild              |
| ------------------------------ | ----------------- | ------------ | ------------------ | -------------- | ----------------- |
| Karl-Liebknecht-Straße (Karte) | Dorfkirche Klepps |              | 094 41465          | Baudenkmal     | Dorfkirche Klepps |

### Krüssau
| Lage                                | Bezeichnung            | Beschreibung                  | Erfassungs- nummer | Ausweisungsart | Bild           |
| ----------------------------------- | ---------------------- | ----------------------------- | ------------------ | -------------- | -------------- |
| Dorfstraße (Karte)                  | Jacobuskirche          | Die Kirche wurde 1713 erbaut. | 094 13739          | Baudenkmal     | Jacobuskirche  |
| Dorfstraße auf dem Kirchhof (Karte) | Kriegerdenkmal Krüssau |                               | 094 71349          | Baudenkmal     | Weitere Bilder |
| Dorfstraße 1a (Karte)               | Toranlage              |                               | 094 71347          | Baudenkmal     | Weitere Bilder |

### Küsel
| Lage               | Bezeichnung    | Beschreibung | Erfassungs- nummer | Ausweisungsart | Bild           |
| ------------------ | -------------- | ------------ | ------------------ | -------------- | -------------- |
| Dorfstraße (Karte) | Kriegerdenkmal |              | 094 71303          | Baudenkmal     | Weitere Bilder |

### Landhaus
| Lage                      | Bezeichnung | Beschreibung | Erfassungs- nummer | Ausweisungsart | Bild    |
| ------------------------- | ----------- | ------------ | ------------------ | -------------- | ------- |
| An der Kreuzung 4 (Karte) | Gutshof     |              | 094 71231          | Baudenkmal     | Gutshof |

### Loburg
| Lage | Bezeichnung                             | Beschreibung                                                                                | Erfassungs- nummer | Ausweisungsart            | Bild                                    |
| --- | --------------------------------------- | ------------------------------------------------------------------------------------------- | ------------------ | ------------------------- | --------------------------------------- |
| in einem Waldstück westlich des ehemaligen Vorwerkes Padegrim (Karte) | Gutsfriedhof für Rittergut Loburg II    | Friedhof Gutsfriedhof mit Resten von Grabanlagen aus der ersten Hälfte des 20. Jahrhunderts | 094 41517          | Baudenkmal                | Gutsfriedhof für Rittergut Loburg II    |
| südlich Loburg, Höhe Diesinghof, auf östlicher Straßenseite (Karte) | Distanzstein                            | Distanzstein                                                                                | 094 41381          | Kleindenkmal              | Distanzstein                            |
| Alte Straße 1–56, Burgstraße 1, 2, 3, 4, 5, 6, 7, 8, 9, 10, Dammstraße 1–48, 50, 52, Grund, Grundstraße 1, 2, Kirchstraße 1, 2, 3, 4, 5, Kleine Marktstraße 1–11, Lehmstraße 1–24, Markt 1–22, Mühlenstraße 1–18, Münchentor 1, 2, 5, Neue Straße 1–28 (Karte) | Altstadt                                | Historische Altstadt Loburg                                                                 | 094 41491          | Denkmalbereich            | Altstadt                                |
| Bahnhofstraße 1–9, 9a, 10–16 (Karte) | Bahnhofstraße                           | Straßenzug                                                                                  | 107 05033          | Denkmalbereich            | BW                                      |
| Bahnhofstraße 1, Chausseestraße 4, 6, Schweinitzer Chaussee 1 (Karte) | Bahnhof Loburg                          | Bahnhof                                                                                     | 094 41365          | Baudenkmal                | Weitere Bilder                          |
| Bahnhofstraße 2 (Karte) | Handwerkerhof                           | Handwerkerhof                                                                               | 107 05034          | Baudenkmal                | BW                                      |
| Bahnhofstraße 9a (Karte) | Fabrik                                  | Fabrik                                                                                      | 094 41511          | Baudenkmal                | BW                                      |
| Bahnhofstraße 12 (Karte) | Wohnhaus                                | Wohnhaus                                                                                    | 094 41522          | Baudenkmal                | Wohnhaus                                |
| Bahnhofstraße 13 (Karte) | Gasthof zur Erholung                    | Gasthof                                                                                     | 094 41494          | Baudenkmal                | Gasthof zur Erholung                    |
| Bahnhofstraße 14 (Karte) | Dampfmolkerei                           | Dampfmolkerei                                                                               | 094 41493          | Baudenkmal                | Dampfmolkerei                           |
| Bahnhofstraße 16 (Karte) | Kirche St. Marien                       | Katholische Kirche                                                                          | 094 40838          | Baudenkmal                | Weitere Bilder                          |
| Burgstraße 1 (Karte) | Gasthof zur Reichspost                  | Wohnhaus                                                                                    | 094 41296          | Baudenkmal                | Gasthof zur Reichspost                  |
| Burgstraße 3 (Karte) | Wohnhaus Burgstraße 3                   | Wohnhaus am 23. März 2016 als Denkmal ausgewiesen                                           |                    | Baudenkmal                | Wohnhaus Burgstraße 3                   |
| Burgstraße 4 (Karte) | Wohnhaus                                | Wohnhaus                                                                                    | 094 41505          | Baudenkmal                | Wohnhaus                                |
| Burgstraße 16, 17 (Karte) | Rittergut Loburg II                     |                                                                                             | 094 40790          | Baudenkmal                | Rittergut Loburg II                     |
| Burgstraße 19 (Karte) | Gutsarbeiterhaus                        |                                                                                             | 094 41507          | Baudenkmal                | Gutsarbeiterhaus                        |
| Burgstraße 22 (Karte) | Burg Loburg                             |                                                                                             | 107 05036          | Baudenkmal                | Weitere Bilder                          |
| Chausseestraße nordöstlich vor der Stadt gelegen (Karte) | Friedhof                                |                                                                                             | 094 41479          | Baudenkmal                | Weitere Bilder                          |
| Chausseestraße 4a | Sammlung                                | Sammlung 2024 als Denkmal ausgewiesen                                                       | 094 18916          | bewegliches Kulturdenkmal |                                         |
| Chausseestraße 7 (Karte) | Villa                                   | Villa                                                                                       | 094 41496          | Baudenkmal                | Villa                                   |
| Dammstraße (Karte) | Kirche Unser Lieben Frauen              | Kirche                                                                                      | 107 05035          | Baudenkmal                | Weitere Bilder                          |
| Dammstraße 1 (Karte) | Wohnhaus                                |                                                                                             | 094 41498          | Baudenkmal                | BW                                      |
| Dammstraße 5 (Karte) | Wohn- und Geschäftshaus                 |                                                                                             | 094 41499          | Baudenkmal                | Wohn- und Geschäftshaus                 |
| Dammstraße 11 (Karte) | Speicher                                |                                                                                             | 094 40836          | Baudenkmal                | BW                                      |
| Dammstraße 12 (Karte) | Wohnhaus                                |                                                                                             | 094 41500          | Baudenkmal                | Wohnhaus                                |
| Dammstraße 23 (Karte) | Wohnhaus                                |                                                                                             | 094 41501          | Baudenkmal                | Wohnhaus                                |
| Dammstraße 25 (Karte) | Wohn- und Geschäftshaus                 |                                                                                             | 094 40753          | Baudenkmal                | Wohn- und Geschäftshaus                 |
| Dammstraße 28 (Karte) | Wohn- und Geschäftshaus                 |                                                                                             | 094 41510          | Baudenkmal                | Wohn- und Geschäftshaus                 |
| Dammstraße 37 (Karte) | Wohn- und Geschäftshaus                 |                                                                                             | 094 40839          | Baudenkmal                | Wohn- und Geschäftshaus                 |
| Dammstraße 49–81 östlicher Teil (Karte) | Straßenzug                              | östliche Stadterweiterung                                                                   | 094 41492          | Denkmalbereich            | BW                                      |
| Dammstraße 66 (Karte) | Wohnhaus                                |                                                                                             | 094 41502          | Baudenkmal                | Wohnhaus                                |
| Dammstraße 69 (Karte) | Postamt Loburg                          | Postamt, am 23. März 2016 als Denkmal ausgewiesen                                           | 10765011           | Baudenkmal                | Postamt Loburg                          |
| Dammstraße 75 (Karte) | Wohn- und Geschäftshaus                 |                                                                                             | 094 41503          | Baudenkmal                | Wohn- und Geschäftshaus                 |
| Dammstraße 80 (Karte) | Wohn- und Geschäftshaus                 |                                                                                             | 094 41504          | Baudenkmal                | Wohn- und Geschäftshaus                 |
| Freiheitsstraße 20 (Karte) | Rittergut Loburg III                    |                                                                                             | 094 41495          | Baudenkmal                | BW                                      |
| Laurentiuskirchhof, Mühlenstraße, Münchentor 1, 2 | Stadtbefestigung Loburg                 | Stadtbefestigung                                                                            | 107 05038          | Baudenkmal                | Stadtbefestigung Loburg                 |
| Markt südöstlich des Rathauses (Karte) | Kriegerdenkmal Loburg                   |                                                                                             | 094 40840          | Baudenkmal                | Kriegerdenkmal Loburg                   |
| Markt 1 Marktplatz (Karte) | Rathaus Loburg                          | Rathaus, 1747 auf quadratischem Grundriss erbaut                                            | 107 05040          | Baudenkmal                | Weitere Bilder                          |
| Markt 2 (Karte) | Pfarrhaus                               | Pfarrhaus                                                                                   | 107 05039          | Baudenkmal                | Pfarrhaus                               |
| Markt 20 (Karte) | Wohnhaus                                | Wohnhaus                                                                                    | 094 40841          | Baudenkmal                | Wohnhaus                                |
| Mühlenstraße 2 (Karte) | Mühlenhof                               | Mühlenhof                                                                                   | 094 40837          | Baudenkmal                | Mühlenhof                               |
| Münchentor (Karte) | Münchentorturm                          | Torturm aus dem 13. Jahrhundert                                                             | 107 05042          | Baudenkmal                | Münchentorturm                          |
| Münchentor 1, 2 (Karte) | Rittergut Loburg I, Barbysches Gutshaus | nach 1660 entstandenes Gutshaus                                                             | 107 05041          | Baudenkmal                | Rittergut Loburg I, Barbysches Gutshaus |
| Schulhof (Karte) | Kirche St. Laurentius                   | Kirche                                                                                      | 094 41379          | Baudenkmal                | Weitere Bilder                          |
| Schulhof 1 (Karte) | Schule                                  | Rektoratshaus                                                                               | 094 41506          | Baudenkmal                | Schule                                  |
| Schulhof 2 (Karte) | Diakonat                                | ehemaliges Pfarrhaus, 1747 in Fachwerkbauweise errichtet                                    | 107 05043          | Baudenkmal                | Diakonat                                |
| Schulhof 1, 2, 4, 5 (Karte) | Schulhof                                | Häusergruppe                                                                                | 094 41478          | Denkmalbereich            | Schulhof                                |

### Lübars
| Lage                            | Bezeichnung | Beschreibung | Erfassungs- nummer | Ausweisungsart | Bild           |
| ------------------------------- | ----------- | ------------ | ------------------ | -------------- | -------------- |
| Straße der Freundschaft (Karte) | Kirche      |              | 094 05703          | Baudenkmal     | Kirche         |
| Straße der Technik 3 (Karte)    | Gutshaus    |              | 094 76347          | Baudenkmal     | Weitere Bilder |

### Lühe
| Lage                             | Bezeichnung    | Beschreibung | Erfassungs- nummer | Ausweisungsart | Bild           |
| -------------------------------- | -------------- | ------------ | ------------------ | -------------- | -------------- |
| Dorfplatz vor der Kirche (Karte) | Kriegerdenkmal |              | 094 71214          | Baudenkmal     | Kriegerdenkmal |
| Dorfstraße (Karte)               | Kirche         |              | 094 71213          | Baudenkmal     | Kirche         |

### Magdeburgerforth
| Lage                                                             | Bezeichnung    | Beschreibung | Erfassungs- nummer | Ausweisungsart | Bild           |
| ---------------------------------------------------------------- | -------------- | ------------ | ------------------ | -------------- | -------------- |
| Forststraße 6 (Karte)                                            | Bahnhof        |              | 107 05002          | Baudenkmal     | Weitere Bilder |
| Friedensstraße (Karte)                                           | Gasthof        | Drei Linden  | 094 71366          | Baudenkmal     | Weitere Bilder |
| Friedensstraße 14 (Karte)                                        | Villa          |              | 094 75623          | Baudenkmal     | Villa          |
| Friedensstraße, Jägersteig (Karte)                               | Kriegerdenkmal |              | 094 71360          | Baudenkmal     | Weitere Bilder |
| Friedensstraße, Jägersteig unterhalb des Kriegerdenkmals (Karte) | Distanzstein   |              | 094 86927          | Kleindenkmal   | Distanzstein   |
| Lindenstraße auf einer Anhöhe im Walde (Karte)                   | Kirche         |              | 094 71365          | Baudenkmal     | Kirche         |

### Räckendorf
| Lage                         | Bezeichnung | Beschreibung | Erfassungs- nummer | Ausweisungsart | Bild           |
| ---------------------------- | ----------- | ------------ | ------------------ | -------------- | -------------- |
| Lüttgenziatzer Weg 5 (Karte) | Forsthof    |              | 094 76418          | Baudenkmal     | Weitere Bilder |

### Reesdorf
| Lage               | Bezeichnung             | Beschreibung   | Erfassungs- nummer | Ausweisungsart | Bild                    |
| ------------------ | ----------------------- | -------------- | ------------------ | -------------- | ----------------------- |
| Dorfstraße (Karte) | Kriegerdenkmal Reesdorf | Kriegerdenkmal | 094 71364          | Baudenkmal     | Kriegerdenkmal Reesdorf |

### Riesdorf
| Lage | Bezeichnung  | Beschreibung | Erfassungs- nummer | Ausweisungsart | Bild           |
| --- | ------------ | ------------ | ------------------ | -------------- | -------------- |
| Riesdorfer Straße 9, 10 Ortsteil Riesdorf, an der Ecke des Hauptabschnittes der Riesdorfer Straße mit einem Seitenabschnitt derselben, welcher früher dem Verlauf der Kleinbahnlinie entsprach (nördliches Kreuzungssegment) (Karte) | Häusergruppe |              | 094 76349          | Baudenkmal     | Weitere Bilder |

### Rietzel
| Lage                                                    | Bezeichnung    | Beschreibung | Erfassungs- nummer | Ausweisungsart | Bild           |
| ------------------------------------------------------- | -------------- | ------------ | ------------------ | -------------- | -------------- |
| Dorfstraße (Karte)                                      | Kirche         |              | 094 05719          | Baudenkmal     | Weitere Bilder |
| Dorfstraße auf dem Kirchhof, östlich der Kirche (Karte) | Kriegerdenkmal |              | 094 71372          | Baudenkmal     | Kriegerdenkmal |
| Dorfstraße 33 (Karte)                                   | Pfarrhaus      |              | 094 71371          | Baudenkmal     | Pfarrhaus      |
| Dorfstraße 54 (Karte)                                   | Wohnhaus       |              | 094 71368          | Baudenkmal     | Weitere Bilder |

### Rosian
| Lage                             | Bezeichnung       | Beschreibung | Erfassungs- nummer | Ausweisungsart | Bild              |
| -------------------------------- | ----------------- | ------------ | ------------------ | -------------- | ----------------- |
| nördlich der Schulstraße (Karte) | Dorfkirche Rosian | Kirche       | 094 41315          | Baudenkmal     | Dorfkirche Rosian |
| Schulstraße 11 (Karte)           | Pfarrhof          |              | 094 41085          | Baudenkmal     | Pfarrhof          |

### Schweinitz
| Lage                     | Bezeichnung             | Beschreibung | Erfassungs- nummer | Ausweisungsart | Bild                  |
| ------------------------ | ----------------------- | ------------ | ------------------ | -------------- | --------------------- |
| seitlich der Hauptstraße | Dorfkirche Schweinitz   |              | 094 41380          | Baudenkmal     | Dorfkirche Schweinitz |
| Forststraße 4            | Wohn- und Geschäftshaus |              | 094 41520          | Baudenkmal     |                       |
| Forststraße 9            | Gasthof                 | „Ehlequell“  | 094 41475          | Baudenkmal     |                       |
| Forststraße 11           | Forsthaus               |              | 094 41086          | Baudenkmal     |                       |

### Stegelitz
| Lage                       | Bezeichnung              | Beschreibung                                                    | Erfassungs- nummer | Ausweisungsart | Bild                     |
| -------------------------- | ------------------------ | --------------------------------------------------------------- | ------------------ | -------------- | ------------------------ |
| (Karte)                    | Sankt-Petri-Kirche       | Kirche                                                          | 094 76140          | Baudenkmal     | Weitere Bilder           |
| Burger Straße 13 (Karte)   | Gasthof                  | Gasthof                                                         | 094 71218          | Baudenkmal     | Gasthof                  |
| Lindenstraße (Karte)       | Transformatorenstation   | Transformatorenstation, am 6. Juni 2016 als Denkmal ausgewiesen | 107 60008          | Baudenkmal     | Weitere Bilder           |
| Platz des Friedens (Karte) | Kriegerdenkmal Stegelitz | Kriegerdenkmal                                                  | 094 71219          | Baudenkmal     | Kriegerdenkmal Stegelitz |
| Platz des Friedens         | Pumpe                    | Pumpe                                                           | 094 71220          | Baudenkmal     | Pumpe                    |

### Stresow
| Lage                                     | Bezeichnung | Beschreibung | Erfassungs- nummer | Ausweisungsart | Bild    |
| ---------------------------------------- | ----------- | --- | ------------------ | -------------- | ------- |
| westlich vom Herrenhaus (Karte)          | Kirche      | Die Kirche stammt im Ursprung aus dem 12. Jahrhundert. Es ist ein Saalbau mit einem Dachreiter aus Fachwerk. Der Chor ist quadratisch und eingezogen, die Apsis ist halbrund. Die kleinen Rundbogenfenster sind aus der Bauzeit. Im Inneren befindet sich eine Holzbalkendecke. In der Apsis befindet sich eine Sakramentsnische. Der Altaraufsatz wurde von 1584 bis 1588 erstellt. Das Taufbecken ist aus spätromanischer Zeit. | 094 05723          | Baudenkmal     | Kirche  |
| Margarethe-Gaertner-Straße 22-24 (Karte) | Gutshof     | Das Herrenhaus wurde in der zweiten Hälfte des 19. Jahrhunderts erbaut. Es ist ein zweigeschossiger Bau mit neun Achsen. Die mittlere Achse ist als Risalit ausgebildet, das Dach ist ein Mansarddach. Die Fassade ist mit Pilaster gegliedert. Zum Herrenhaus gehört ein Park. | 094 05744          | Baudenkmal     | Gutshof |

### Theeßen
| Lage                          | Bezeichnung    | Beschreibung | Erfassungs- nummer | Ausweisungsart | Bild   |
| ----------------------------- | -------------- | ------------ | ------------------ | -------------- | ------ |
| (Karte)                       | Kirche         |              | 094 05724          | Baudenkmal     | Kirche |
| Koordinaten fehlen! Hilf mit. | Kriegerdenkmal |              | 094 71302          | Baudenkmal     |        |

### Tryppehna
| Lage               | Bezeichnung       | Beschreibung | Erfassungs- nummer | Ausweisungsart | Bild              |
| ------------------ | ----------------- | ------------ | ------------------ | -------------- | ----------------- |
| Dorfstraße (Karte) | Kirche St. Marien |              | 094 05725          | Baudenkmal     | Kirche St. Marien |
| Dorfstraße 40      | Pfarrhaus         |              | 094 71215          | Baudenkmal     |                   |

### Waldrogäsen
| Lage                                | Bezeichnung | Beschreibung | Erfassungs- nummer | Ausweisungsart | Bild |
| ----------------------------------- | ----------- | ------------ | ------------------ | -------------- | ---- |
| Wüstenjerichower Chaussee 2         | Wohnhaus    |              | 094 75232          | Baudenkmal     |      |
| Wüstenjerichower Chaussee 3 (Karte) | Gutshof     |              | 094 75601          | Baudenkmal     | BW   |

### Wallwitz
| Lage                        | Bezeichnung        | Beschreibung | Erfassungs- nummer | Ausweisungsart | Bild           |
| --------------------------- | ------------------ | ------------ | ------------------ | -------------- | -------------- |
| August-Bebel-Straße (Karte) | Kirche             |              | 094 05728          | Baudenkmal     | Kirche         |
| Karl-Marx-Straße 2 (Karte)  | Windmühle Wallwitz |              | 094 10443          | Baudenkmal     | Weitere Bilder |

### Wendgräben
| Lage                                                                    | Bezeichnung                  | Beschreibung | Erfassungs- nummer | Ausweisungsart | Bild                         |
| ----------------------------------------------------------------------- | ---------------------------- | ------------ | ------------------ | -------------- | ---------------------------- |
| Wendgräben 3                                                            | Wohnhaus                     |              | 094 41016          | Baudenkmal     |                              |
| Wendgräbener Chaussee Straße zum Vorwerk Wendgräben aus Richtung Loburg | Allee                        |              | 094 41471          | Baudenkmal     |                              |
| Wendgräbener Chaussee 1 (Karte)                                         | Rittergut Schloss Wendgräben |              | 094 41015          | Baudenkmal     | Rittergut Schloss Wendgräben |

### Wörmlitz
| Lage                                           | Bezeichnung | Beschreibung | Erfassungs- nummer | Ausweisungsart | Bild   |
| ---------------------------------------------- | ----------- | ------------ | ------------------ | -------------- | ------ |
| Bahnhofstraße 2, 2a Ecke Heinrich-Heine-Straße | Wohnhaus    |              | 094 71305          | Baudenkmal     |        |
| Heinrich-Heine-Straße (Karte)                  | Kirche      |              | 094 05730          | Baudenkmal     | Kirche |

### Wüstenjerichow
| Lage                                                              | Bezeichnung | Beschreibung | Erfassungs- nummer | Ausweisungsart | Bild           |
| ----------------------------------------------------------------- | ----------- | ------------ | ------------------ | -------------- | -------------- |
| Dorfstraße 19 (Karte)                                             | Gutshof     |              | 094 76141          | Baudenkmal     | Weitere Bilder |
| Dorfstraße 28 östlich von Dorfstraße 30 an Straßenabzweig (Karte) | Wohnhaus    |              | 094 71373          | Baudenkmal     | Weitere Bilder |
| Dorfstraße 30 (Karte)                                             | Jagdhaus    |              | 094 76432          | Baudenkmal     | Weitere Bilder |

### Zeddenick
| Lage                | Bezeichnung          | Beschreibung | Erfassungs- nummer | Ausweisungsart | Bild           |
| ------------------- | -------------------- | ------------ | ------------------ | -------------- | -------------- |
| Schulstraße (Karte) | Dorfkirche Zeddenick | Kirche       | 094 10175          | Baudenkmal     | Weitere Bilder |

### Zeppernick
| Lage                               | Bezeichnung  | Beschreibung | Erfassungs- nummer | Ausweisungsart | Bild           |
| ---------------------------------- | ------------ | ------------ | ------------------ | -------------- | -------------- |
| Im Winkel (Karte)                  | Kirche       |              | 094 41019          | Baudenkmal     | Kirche         |
| Im Winkel 25                       | Pfarrhaus    |              | 094 41018          | Baudenkmal     |                |
| Loburger Straße 47 (Karte)         | Fabrik       | Stärkefabrik | 094 41017          | Baudenkmal     | Weitere Bilder |
| Loburger Straße 47, 48, 49 (Karte) | Häusergruppe |              | 094 41470          | Denkmalbereich | Weitere Bilder |

### Ziegelsdorf
| Lage                                   | Bezeichnung    | Beschreibung | Erfassungs- nummer | Ausweisungsart | Bild           |
| -------------------------------------- | -------------- | ------------ | ------------------ | -------------- | -------------- |
| am hinteren Eingang des Gutes (Karte)  | Kriegerdenkmal |              | 094 71290          | Baudenkmal     | Weitere Bilder |
| Gutshof Ziegelsdorf 1, 2, 3, 4 (Karte) | Gutshof        |              | 094 71289          | Baudenkmal     | Weitere Bilder |

### Ziepel
| Lage               | Bezeichnung | Beschreibung | Erfassungs- nummer | Ausweisungsart | Bild   |
| ------------------ | ----------- | ------------ | ------------------ | -------------- | ------ |
| Dorfstraße (Karte) | Kirche      |              | 094 05731          | Baudenkmal     | Kirche |
| Dorfstraße 4       | Bauernhof   |              | 094 71297          | Baudenkmal     |        |
| Dorfstraße 21      | Pfarrhaus   |              | 094 71298          | Baudenkmal     |        |
| Dorfstraße 23      | Pfarrhaus   |              | 094 71296          | Baudenkmal     |        |

## Ehemalige Kulturdenkmale nach Ortsteilen
Die nachfolgenden Objekte waren ursprünglich ebenfalls denkmalgeschützt oder wurden in der Literatur als Kulturdenkmale geführt. Die Denkmale bestehen heute jedoch nicht mehr, ihre Unterschutzstellung wurde aufgehoben oder sie werden nicht mehr als Denkmale betrachtet.

### Brietzke
| Lage          | Bezeichnung | Beschreibung | Erfassungs- nummer | Ausweisungsart | Bild |
| ------------- | ----------- | ------------ | ------------------ | -------------- | ---- |
| Dorfstraße 18 | Gutshaus    |              | 094 41020          |                |      |

### Klepps
| Lage                   | Bezeichnung      | Beschreibung | Erfassungs- nummer | Ausweisungsart | Bild |
| ---------------------- | ---------------- | --- | ------------------ | -------------- | ---- |
| Karl-Liebknecht-Straße | Rittergut Klepps | Nach einer Überprüfung ergab sich im Jahr 2018, dass keine Denkmaleigenschaften bestehen, die Straßenzeile wurde daher aus dem Denkmalverzeichnis ausgetragen. | 094 41466          | Baudenkmal     |      |

### Krüssau
| Lage                  | Bezeichnung        | Beschreibung                                                                              | Erfassungs- nummer | Ausweisungsart | Bild    |
| --------------------- | ------------------ | ----------------------------------------------------------------------------------------- | ------------------ | -------------- | ------- |
| Dorfstraße            | Herrenhaus Krüssau | Herrenhaus, nach Abbruch 2019 aus dem Denkmalverzeichnis ausgetragen.                     | 094 71348          | Baudenkmal     |         |
| Dorfstraße 23 (Karte) | Brunnen            | Brunnen, nach Verlust der Denkmaleigenschaft 2019 aus dem Denkmalverzeichnis ausgetragen. | 094 71346          | Baudenkmal     | Brunnen |

### Loburg
| Lage           | Bezeichnung                  | Beschreibung | Erfassungs- nummer | Ausweisungsart | Bild |
| -------------- | ---------------------------- | --- | ------------------ | -------------- | ---- |
| Alte Straße 1  | Handwerkerhaus               | | 094 40835          |                |      |
| Dammstraße 76  | Wohnhaus                     | Im Jahr 2018 wurde die Denkmaleigenschaft wegen Verfalls, Abbruchs aus bauordnungsrechtlichen Gründen oder ungenehmigter Veränderungen aberkannt. | 094 41462          | Baudenkmal     |      |
| Markt 21       | Gasthof zum schwarzen Adler  | Gasthof | 094 40842          |                |      |
| Mühlenstraße 1 | Gerberei                     | | 094 41508          |                |      |
| Münchentor 21  | Schäferei Rittergut Loburg I | Nach einer Zerstörung des Gebäudes wurde es 2018 aus dem Denkmalverzeichnis ausgetragen.                                                          | 094 41497          | Baudenkmal     |      |

### Magdeburgerforth
| Lage                     | Bezeichnung | Beschreibung | Erfassungs- nummer | Ausweisungsart | Bild |
| ------------------------ | ----------- | ------------ | ------------------ | -------------- | ---- |
| am südöstlichen Ortsrand | Mühle       | Neue Mühle   | 094 05756          |                |      |

### Pabsdorf
| Lage                        | Bezeichnung        | Beschreibung | Erfassungs- nummer | Ausweisungsart | Bild               |
| --------------------------- | ------------------ | --- | ------------------ | -------------- | ------------------ |
| Möckeraner Straße 1 (Karte) | Forsthaus Pabsdorf | Das ehemalige Forsthaus von 1772 wurde im Jahr 2018 durch ein neu errichtetes Fachwerkhaus in nahezu identischer Ansicht rekonstruiert. Der Türriegel mit der Inschrift „Wilhelm Adolph vom Hagen = 1772“ blieb erhalten. Die Denkmaleigenschaft ist verlorengegangen, so dass eine Austragung des Denkmals erfolgte. | 094 76431          | Baudenkmal     | Forsthaus Pabsdorf |

### Rosian
| Lage              | Bezeichnung        | Beschreibung | Erfassungs- nummer | Ausweisungsart | Bild |
| ----------------- | ------------------ | --- | ------------------ | -------------- | ---- |
| Dorfstraße 3      | Taubenturm         | spätbarocker Taubenturm auf quadratischem Grundriss vom Ende des 18. Jahrhunderts, nach einem Einsturz wurden die Reste abgebrochen, im Jahr 2017 wurde es aus dem Denkmalverzeichnis ausgetragen | 094 41094          | Baudenkmal     |      |
| Friedensstraße 23 | Wirtschaftsgebäude | Nach einer Überprüfung ergab sich im Jahr 2018, dass keine Denkmaleigenschaften bestehen, das Gebäude wurde daher aus dem Denkmalverzeichnis ausgetragen.                                         | 094 41474          | Baudenkmal     |      |

### Rottenau
| Lage           | Bezeichnung  | Beschreibung | Erfassungs- nummer | Ausweisungsart | Bild |
| -------------- | ------------ | --- | ------------------ | -------------- | ---- |
| Theresienhof 1 | Theresienhof | Gutshof; Knoblauchshof, heute Theresienhof; nach einer Überprüfung ergab sich im Jahr 2018, dass keine Denkmaleigenschaften bestehen, der Hof wurde daher aus dem Denkmalverzeichnis ausgetragen. | 094 41473          | Baudenkmal     |      |

### Schweinitz
| Lage                                                  | Bezeichnung            | Beschreibung                                                                        | Erfassungs- nummer | Ausweisungsart | Bild |
| ----------------------------------------------------- | ---------------------- | ----------------------------------------------------------------------------------- | ------------------ | -------------- | ---- |
| Forststraße seitlich des Schulgebäudes Forststraße 28 | Transformatorenstation | Transformatorenstation 2022 nach dem Abbruch aus dem Denkmalverzeichnis gestrichen. | 094 41088          | Baudenkmal     |      |

### Stegelitz
| Lage                | Bezeichnung | Beschreibung | Erfassungs- nummer | Ausweisungsart | Bild |
| ------------------- | ----------- | ------------ | ------------------ | -------------- | ---- |
| Schulstraße 18, 18a | Herrenhaus  |              | 094 71221          |                |      |

### Wendgräben
| Lage                                          | Bezeichnung | Beschreibung | Erfassungs- nummer | Ausweisungsart | Bild |
| --------------------------------------------- | ----------- | --- | ------------------ | -------------- | ---- |
| Wendgräbener Chaussee 1a, 2, 3, 4, 6, 7, 8, 9 | Vorwerk     | Nach einer Überprüfung ergab sich im Jahr 2018, dass keine Denkmaleigenschaften bestehen, das Vorwerk wurde daher aus dem Denkmalverzeichnis ausgetragen. | 094 41469          | Denkmalbereich |      |

## Legende
In den Spalten befinden sich folgende Informationen:
- Lage: Nennt den Straßennamen und wenn vorhanden die Hausnummer des Kulturdenkmals. Die Grundsortierung der Liste erfolgt nach dieser Adresse. Der Link „Karte“ führt zu verschiedenen Kartendarstellungen und nennt die geographischen Koordinaten.
Link zu einem Kartenansichtstool, um Koordinaten zu setzen. In der Kartenansicht sind Baudenkmale ohne Koordinaten mit einem roten bzw. orangen Marker dargestellt und können in der Karte gesetzt werden. Baudenkmale ohne Bild sind mit einem blauen bzw. roten Marker gekennzeichnet, Baudenkmale mit Bild mit einem grünen bzw. orangen Marker.
- Offizielle Bezeichnung: Nennt den Namen, die Bezeichnung oder zumindest die Art des Kulturdenkmals und verlinkt, soweit vorhanden, auf den Artikel zum Objekt.
- Beschreibung: Nennt bauliche und geschichtliche Einzelheiten des Kulturdenkmals, vorzugsweise die Denkmaleigenschaften.
- Erfassungsnummer: Für jedes Kulturdenkmal wird in Sachsen-Anhalt eine 20stellige Erfassungsnummer vergeben. Die letzten zwölf Ziffern werden für die Untergliederung nach Teilobjekten genutzt und werden nur angegeben, soweit vergeben. In dieser Spalte kann sich folgendes Icon  befinden, dies führt zu Angaben zu diesem Baudenkmal bei Wikidata.
- Ausweisungsart: Die Einordnung des Denkmales nach § 2 Abs. 2 DenkmSchG LSA
- Bild: Ein Bild des Denkmales, und gegebenenfalls einen Link zu weiteren Fotos des Kulturdenkmals im Medienarchiv Wikimedia Commons. Wenn man auf das Kamerasymbol klickt, können Fotos zu Kulturdenkmalen aus dieser Liste hochgeladen werden: